# オリンピック・スタジアム

オリンピアコ・スタディオ（2004年アテネ）

オリンピック・スタジアム（Olympic Stadium）は、主に近代オリンピックのメインスタジアムに使われた競技場。開催後も名称の一部としてオリンピックスタジアムと呼ばれる競技場も多い。聖火台が置かれ、開会式・閉会式のほか、陸上競技やサッカーの決勝戦などにも用いられる場合がある。国際オリンピック委員会（IOC）の基準では、開閉会式や陸上競技などを行う会場（メインスタジアム）は、夏季五輪で「6万席」が最低基準になっているという。
既存施設を五輪用に改修したり、一部の観客席を仮設としておき、五輪終了後に規模を縮小したり するパターンもある。近年の大会のメインスタジアムは屋根付きが増えているが、2012年ロンドンオリンピックのオリンピック・スタジアムは、座席全体のうち前方の約40%が屋根に覆われていない構造だったともいわれる。開閉式屋根を断念した例では、1976年モントリオールオリンピックのモントリオール・オリンピック・スタジアムや、2008年北京オリンピックの北京国家体育場（コスト削減や安全面への配慮で中止）、2020年東京オリンピックの東京オリンピックスタジアム（主として費用ヘの懸念のため）などがある。
総工費は、1996年・アトランタが約300億円、2000年・シドニーが約510億円、2008年・北京が約540億円、2012年・ロンドンが約610億円、2016年・リオが約550億円 で、2020年・東京は1490億円となる。
2016年・リオのエスタジオ・ド・マラカナンは、サッカー専用競技場がメインスタジアムに使われる例では五輪初とされる。

## 主なスタジアム

### 夏季および冬季会場
開閉会式会場となった競技場を中心に記す。
| 年   |    | スタジアム                                                                 | 都市 （大会）                    | 国             | 建設 | 収容 人員 | 現状 |
| ---- | -- | -------------------------------------------------------------------------- | -------------------------------- | -------------- | ---- | --------- | ---- |
| 1896 | 夏 | パナシナイコスタジアム                                                     | アテネ                           | ギリシャ王国   | 既存 | 80,000    | 現存 |
| 1900 | 夏 | ヴェロドローム・ド・ヴァンセンヌ                                           | パリ                             | フランス共和国 | 既存 | 50,000    | 現存 |
| 1904 | 夏 | フランシス・フィールド                                                     | セントルイス                     | アメリカ合衆国 | 既存 | 19,000    | 現存 |
| 1906 | 夏 | パナシナイコスタジアム                                                     | アテネ                           | ギリシャ王国   | 既存 | 80,000    | 現存 |
| 1908 | 夏 | ホワイトシティ・スタジアム                                                 | ロンドン                         | イギリス       | 新設 | 68,000    | 閉鎖 |
| 1912 | 夏 | ストックホルム・スタディオン                                               | ストックホルム                   | スウェーデン   | 新設 | 20,000    | 現存 |
| 1920 | 夏 | アントウェルペン・オリンピスフ・スタディオン                               | アントワープ                     | ベルギー       | 新設 | 12,771    | 現存 |
| 1924 | 冬 | スタッド・オランピック・ド・シャモニー                                     | シャモニー                       | フランス共和国 | 新設 | 45,000    | 現存 |
| 1924 | 夏 | スタッド・オランピック・イヴ＝ドゥ＝マノワール                             | パリ                             | フランス共和国 | 既存 | 45,000    | 現存 |
| 1928 | 冬 | サンモリッツ・オリンピック・アイスリンク                                   | サンモリッツ                     | スイス         | 新設 |           | 現存 |
| 1928 | 夏 | アムステルダム・オリンピスフ・スタディオン                                 | アムステルダム                   | オランダ       | 新設 | 31,600    | 現存 |
| 1932 | 冬 | レークプラシッド・オリンピック・スケーティング・リンク                     | レークプラシッド                 | アメリカ合衆国 | 新設 | 7,500     | 現存 |
| 1932 | 夏 | ロサンゼルス・メモリアル・コロシアム                                       | ロサンゼルス                     | アメリカ合衆国 | 既存 | 101,574   | 現存 |
| 1936 | 冬 | グロッセ・オリンピアシャンツェ                                             | ガルミッシュ＝パルテンキルヒェン | ドイツ国       | 既存 |           | 現存 |
| 1936 | 夏 | ベルリン・オリンピアシュタディオン                                         | ベルリン                         | ドイツ国       | 新設 | 110,000   | 現存 |
| 1948 | 冬 | サンモリッツ・オリンピック・アイスリンク                                   | サンモリッツ                     | スイス         | 既存 |           | 現存 |
| 1948 | 夏 | ウェンブリー・スタジアム                                                   | ロンドン                         | イギリス       | 既存 | 82,000    | 閉鎖 |
| 1952 | 冬 | ビスレット・スタディオン                                                   | オスロ                           | ノルウェー     | 既存 | 20,000    | 現存 |
| 1952 | 夏 | ヘルシンキ・オリンピックスタジアム                                         | ヘルシンキ                       | フィンランド   | 既存 | 70,000    | 現存 |
| 1956 | 冬 | スタディオ・オリンピコ・デル・ギアッチョ                                   | コルティナダンペッツォ           | イタリア       | 新設 | 12,000    | 現存 |
| 1956 | 夏 | メルボルン・クリケット・グラウンド                                         | メルボルン                       | オーストラリア | 既存 | 100,000   | 現存 |
| 1960 | 冬 | ブライス・アリーナ                                                         | スコーバレー                     | アメリカ合衆国 | 新設 | 8,500     | 閉鎖 |
| 1960 | 夏 | スタディオ・オリンピコ・ディ・ローマ                                       | ローマ                           | イタリア       | 既存 | 90,000    | 現存 |
| 1964 | 冬 | ベルクイーゼルシャンツェ                                                   | インスブルック                   | オーストリア   | 既存 | 12,000    | 現存 |
| 1964 | 夏 | 国立霞ヶ丘競技場陸上競技場                                                 | 東京                             | 日本           | 改修 | 71,556    | 閉鎖 |
| 1968 | 冬 | スタッド・オランピック・ド・グルノーブル                                   | グルノーブル                     | フランス       | 仮設 | 60,000    | 閉鎖 |
| 1968 | 夏 | エスタディオ・オリンピコ・ウニベルシタリオ                                 | メキシコシティ                   | メキシコ       | 既存 | 83,700    | 現存 |
| 1972 | 冬 | 真駒内屋外競技場 (開会式)                                                  | 札幌                             | 日本           | 新設 | 30,000    | 現存 |
| 1972 | 冬 | 真駒内屋内競技場 (閉会式)                                                  | 札幌                             | 日本           | 新設 | 10,770    | 現存 |
| 1972 | 夏 | ミュンヘン・オリンピアシュタディオン                                       | ミュンヘン                       | 西ドイツ       | 新設 | 80,000    | 現存 |
| 1976 | 冬 | ベルクイーゼルシャンツェ                                                   | インスブルック                   | オーストリア   | 既存 |           | 現存 |
| 1976 | 夏 | モントリオール・オリンピック・スタジアム                                   | モントリオール                   | カナダ         | 新設 | 70,000    | 現存 |
| 1980 | 冬 | レークプラシッド・エクウェストリアン・スタジアム (開会式)                  | レークプラシッド                 | アメリカ合衆国 | 仮設 | 30,000    | 閉鎖 |
| 1980 | 冬 | オリンピック・センター・アリーナ (閉会式) （ハーブ・ブルックス・アリーナ） | レークプラシッド                 | アメリカ合衆国 | 新設 | 10,000    | 現存 |
| 1980 | 夏 | ルジニキ・スタジアム                                                       | モスクワ                         | ソビエト連邦   | 既存 | 103,000   | 現存 |
| 1984 | 冬 | アシム・フェルハトヴィッチ・ハセ競技場                                     | サラエボ                         | ユーゴスラビア | 既存 | 50,000    | 現存 |
| 1984 | 夏 | ロサンゼルス・メモリアル・コロシアム                                       | ロサンゼルス                     | アメリカ合衆国 | 既存 | 92,516    | 現存 |
| 1988 | 冬 | マクマーン・スタジアム                                                     | カルガリー                       | カナダ         | 既存 | 38,205    | 現存 |
| 1988 | 夏 | ソウルオリンピック主競技場                                                 | ソウル                           | 韓国           | 既存 | 100,000   | 現存 |
| 1992 | 冬 | テアトル・ド・セレモニー                                                   | アルベールビル                   | フランス       | 仮設 | 35,000    | 閉鎖 |
| 1992 | 夏 | エスタディ・オリンピック・リュイス・コンパニス                             | バルセロナ                       | スペイン       | 新設 | 60,000    | 現存 |
| 1994 | 冬 | リスゴーズバッケン                                                         | リレハンメル                     | ノルウェー     | 新設 | 35,000    | 現存 |
| 1996 | 夏 | センテニアル・オリンピックスタジアム （ターナー・フィールド）              | アトランタ                       | アメリカ合衆国 | 新設 | 85,000    | 現存 |
| 1998 | 冬 | 長野オリンピックスタジアム （長野市営南長野運動公園総合運動場野球場）      | 長野                             | 日本           | 新設 | 30,000    | 現存 |
| 2000 | 夏 | スタジアム・オーストラリア （ANZスタジアム）                               | シドニー                         | オーストラリア | 新設 | 114,714   | 現存 |
| 2002 | 冬 | ライス・エクルズ・スタジアム                                               | ソルトレイクシティ               | アメリカ合衆国 | 既存 | 45,017    | 現存 |
| 2004 | 夏 | アテネ・オリンピックスタジアム                                             | アテネ                           | ギリシャ       | 既存 | 71,030    | 現存 |
| 2006 | 冬 | スタディオ・オリンピコ・ディ・トリノ                                       | トリノ                           | イタリア       | 既存 | 28,000    | 現存 |
| 2008 | 夏 | 北京国家体育場                                                             | 北京                             | 中国           | 新設 | 91,000    | 現存 |
| 2010 | 冬 | BCプレイス・スタジアム                                                     | バンクーバー                     | カナダ         | 既存 | 54,500    | 現存 |
| 2012 | 夏 | ロンドン・オリンピック・スタジアム                                         | ロンドン                         | イギリス       | 新設 | 80,000    | 現存 |
| 2014 | 冬 | ソチ・オリンピックスタジアム                                               | ソチ                             | ロシア         | 新設 | 40,000    | 現存 |
| 2016 | 夏 | エスタジオ・ド・マラカナン                                                 | リオデジャネイロ                 | ブラジル       | 改修 | 74,738    | 現存 |
| 2018 | 冬 | 平昌オリンピックスタジアム                                                 | 平昌                             | 韓国           | 仮設 | 50,000    | 閉鎖 |
| 2020 | 夏 | オリンピックスタジアム （国立競技場）                                      | 東京                             | 日本           | 建替 | 68,000    | 現存 |
| 2022 | 冬 | 北京国家体育場                                                             | 北京                             | 中国           | 既存 | 80,000    | 現存 |
| 2024 | 夏 | セーヌ川(開会式)                                                           | パリ                             | フランス       | 仮設 | 60,000    | 現存 |
| 2024 | 夏 | トロカデロ広場(開会式)                                                     | パリ                             | フランス       | 仮設 |           | 現存 |
| 2024 | 夏 | スタッド・ド・フランス                                                     | パリ                             | フランス       | 既存 | 75,000    | 現存 |
| 2026 | 冬 | スタディオ・ジュゼッペ・メアッツァ(開会式)                                 | ミラノ/コルティナダンペッツォ    | イタリア       | 既存 | 80,018    | 現存 |
| 2026 | 冬 | アレーナ・ディ・ヴェローナ(閉会式)                                         | ミラノ/コルティナダンペッツォ    | イタリア       | 既存 | 22,000    | 現存 |
| 2028 | 夏 | ロサンゼルス・メモリアル・コロシアム                                       | ロサンゼルス                     | アメリカ合衆国 | 改修 | 92,516    | 現存 |
| 2028 | 夏 | SoFiスタジアム                                                             | ロサンゼルス                     | アメリカ合衆国 | 新設 | 100,240   | 現存 |
| 2032 | 夏 | ブリスベン・クリケット・グラウンド                                         | ブリスベン                       | オーストラリア | 建替 | 42,000    | 現存 |

### ユースオリンピック
| 年         | 季 | スタジアム                                                     | 都市（大会）     | 国           | 建設 | 収容人員 | 現状 |
| ---------- | -- | -------------------------------------------------------------- | ---------------- | ------------ | ---- | -------- | ---- |
| 2010 Youth | 夏 | ザ・フロート@マリーナ・ベイ                                    | シンガポール     | シンガポール | 既存 | 30,000   | 現存 |
| 2012 Youth | 冬 | ベルクイーゼルシャンツェ                                       | インスブルック   | オーストリア | 既存 |          | 現存 |
| 2014 Youth | 夏 | 南京奥林匹克体育中心                                           | 南京             | 中国         | 既存 | 61,443   | 現存 |
| 2016 Youth | 冬 | リスゴーズバッケン                                             | リレハンメル     | ノルウェー   | 既存 | 35,000   | 現存 |
| 2018 Youth | 夏 | エスタディオ・モヌメンタル・アントニオ・ベスプチオ・リベルティ | ブエノスアイレス | アルゼンチン | 既存 | 61,321   | 現存 |
| 2020 Youth | 冬 | スタッド・ピエール・ド・クーベルタン                           | ローザンヌ       | スイス       | 既存 |          | 現存 |
| 2024 Youth | 冬 | SCJオリンピックスタジアム                                      | 江原特別自治道   | 韓国         |      |          |      |
| 2026 Youth | 夏 | ディアムニアディオオリンピックスタジアム                       | ダカール         | セネガル     |      |          |      |

### その他
- アシガバート・オリンピック・スタジアム - トルクメニスタン
- トリポリ国際オリンピックスタジアム - レバノン
- プノンペン・オリンピックスタジアム - カンボジア
- アタテュルク・オリンピヤット・スタジアム(Atatürk Olimpiyat Stadyumu,Istanbul) - トルコ
- 広東オリンピックスタジアム - 中国
- エスタディオ・オリンピコ・デ・マドリード - スペイン